# Xenoplatyura villiersi
Xenoplatyura villiersi är en tvåvingeart som beskrevs av Loïc Matile 1984. Xenoplatyura villiersi ingår i släktet Xenoplatyura och familjen platthornsmyggor.
Artens utbredningsområde är Nigeria. Inga underarter finns listade i Catalogue of Life.